# Péter Török
Péter Török (Budapest, 18 aprile 1951 – Budapest, 20 settembre 1987) è stato un calciatore ungherese, di ruolo difensore.

## Palmarès

### Club

#### Competizioni nazionali
- Campionato ungherese: 1

Vasas: 1976-1977
- Coppa d'Ungheria: 2

Vasas: 1973, 1980-1981

#### Competizioni internazionali
- Coppa Mitropa: 1

Vasas: 1969-1970